# Gaillagos
Gaillagos  es una población y comuna francesa, en la región de Mediodía-Pirineos, departamento de Altos Pirineos, en el distrito de Argelès-Gazost y cantón de Aucun.

## Demografía
| 53 | 82 | 82 | 93 | 73 | 81 | 100 |
| Para los censos de 1962 a 1999 la población legal corresponde a la población sin duplicidades (Fuente: INSEE [Consultar]) |    |    |    |    |    |     |